# Wólka Bałtowska-Kolonia
Wólka Bałtowska-Kolonia – wieś w Polsce, położona w województwie świętokrzyskim, w powiecie ostrowieckim, w gminie Bałtów.
Wchodzi w skład sołectwa Wólka Bałtowska.
Do końca 2015 roku nosiła nazwę Wólka Bałtowska, kolonia wsi Wólka Bałtowska, przed 2023 r. miejscowość była częścią wsi Wólka Bałtowska.
W latach 1975–1998 Wólka Bałtowska-Kolonia administracyjnie należała do województwa kieleckiego.
Wierni Kościoła rzymskokatolickiego należą do parafii Matki Bożej Bolesnej w Bałtowie.